# Piste d'atterrissage d'Etadunna
La Piste d'atterrissage d'Etadunna (code IATA : ETD • code OACI : YEDA) est une piste d'atterrissage publique appartenant à la population locale en Australie-Méridionale.

## Installations
Deux pistes sont en service sur la piste d'atterrissage:
- La piste 1 est la piste principale d'une longueur de 1190 m (3904 ft) avec un cap approximatif de 17/35.
- La piste 2 est la piste secondaire qui a une longueur de 1160 m (3805 ft) avec un cap approximatif de 09/27.